# Francisco Romero Zafra
Francisco Romero Zafra, (La Victoria, Córdoba, 25 de marzo de 1956), escultor e imaginero religioso, desde el año 1990.

## Biografía
En el año 2000, participó en una exposición colectiva, de imaginería, organizada por Ayuntamiento de Espartinas y la Diputación de Sevilla, en el Santuario de La Virgen de Loreto, en Espartinas (Sevilla), siendo elegido como cartel anunciador su imagen del Resucitado de Pozoblanco.
En el año 2001, participó en la segunda exposición, en el mismo lugar y en la exposición en el Café Concierto Puertaoscura de Málaga.
En el año 2002, participó de nuevo en la exposición de Espartinas y en iMAGO Arzobispado de Viena, en la Iglesia de los Agustinos del Palacio Real de Viena, siendo elegido como cartel anunciador, una de sus obras.
En el mismo año, participó con la donación de un busto de barro cocido, en una exposición, que organizada por la Duquesa de Alba, en la sala de arte Garduño, a beneficio de la Asociación Sevillana de Esclerosis Múltiple.
También participó en varias exposiciones realizadas en, Pozoblanco, Martos, La Victoria y La Rambla. De nuevo, en la cuaresma de 2004, participa en la exposición en el Café Concierto Puertaoscura de Málaga con dos bustos de Dolorosa.
Sus obras están extendidas por las provincias de Jaén, Córdoba, Málaga, Granada, Región de Murcia, Salamanca, Badajoz, Tenerife, Cádiz y Valladolid. Dos de sus obras, el busto de Nuestra Señora de la Soledad y Nuestro Padre Jesús Cautivo de España, forman parte del fondo de la Junta Pro Semana Santa en España.<
En 2023 fue entrevistado por el youtuber católico Enríquisimo Tv.